# Domenico della Madre di Dio
Domenico della Madre di Dio, al secolo Domenico Bàrberi (Viterbo, 22 giugno 1792 – Reading, 27 agosto 1849), è stato un religioso italiano della Congregazione della Passione di Gesù Cristo. Fu beatificato da papa Paolo VI nel 1963.

## Biografia

### Nascita e prima giovinezza
I suoi genitori, Giuseppe Bàrberi e Maria Antonia Pacelli, erano contadini. Il padre morì quando Domenico non aveva ancora compiuto i sei anni e la mamma cinque anni dopo. Essi avevano sei figli e Domenico, il più piccolo, fu adottato da uno zio materno, Bartolomeo Pacelli.
Da bambino ebbe il compito di condurre le pecore al pascolo e più grandicello, lavorò come agricoltore. Ebbe come insegnante occasionale un padre cappuccino ed imparò a leggere da un compagno della sua stessa età. Sebbene leggesse qualsiasi libro gli capitasse a tiro, non ebbe una formazione culturale regolare fino a quando non entrò nella congregazione dei Passionisti. Egli era profondamente religioso fin dalla prima infanzia, ma trascorse un periodo durante il quale parve aver perso il fervore religioso dell'infanzia a causa di letture anticlericali ed erotiche. In ogni caso in quel periodo egli continuò a praticare le usuali forme di devozione e ritrovò il suo originale fervore quando giunsero nella zona quattro padri passionisti. Questi ultimi erano stati allontanati dalla loro comunità religiosa a seguito della soppressione degli ordini religiosi nella zona degli Stati pontifici voluta da Napoleone quando occupò con le sue truppe questi stati.
Allorché Domenico risultò uno dei pochi giovani rifiutati alla coscrizione della leva militare, interpretò questo fatto come un chiaro segno della volontà di Dio che egli entrasse a far parte di una comunità religiosa. Nel frattempo egli discusse la sua vocazione con i passionisti che gli promisero di accoglierlo come confratello laico non appena il loro ordine religioso fosse stato ricostituito.
In questo periodo Domenico sentì una chiamata interiore che lo portò a convincersi di essere destinato a predicare il Vangelo in terre lontane e più tardi avrebbe affermato di aver avuto una specifica chiamata a predicare al popolo inglese. Anche San Paolo della Croce, fondatore dell'Ordine dei Passionisti ebbe in effetti un grande entusiasmo per la conversione dell'Inghilterra..

### Passionista
Egli fu accolto nella Congregazione dei Passionisti nel 1814, dopo la restaurazione degli ordini religiosi nello Stato Pontificio, a Paliano (FR). Inizialmente egli entrò nell'Ordine come confratello laico, ma non appena le sue doti eccezionali furono palesi il suo stato cambiò in quello di un novizio religioso, con una rara eccezione alle consuetudini.
Nel corso degli studi la sua vivacità d'ingegno era d'esempio ai suoi compagni, sebbene egli spesso cercasse di celare la sua eccezionale intelligenza. Fu ordinato sacerdote il 1º marzo 1818. Poco dopo egli sentì una voce interna che egli sarebbe stato una vittima per la conversione dell'Inghilterra.
Completato il corso regolare di studi, insegnò filosofia e teologia agli studenti della Congregazione per un periodo di dieci anni, prima a Sant'Angelo di Vetralla e successivamente a Roma. Fu in questo periodo che egli produsse la maggior parte delle sue numerose opere teologiche e filosofiche. Nell'estate del 1830 gli fu chiesto di aiutare un inglese convertito al cattolicesimo, Sir Henry Trelawney, riguardo particolarmente al messale domenicale.
Nel corso di quest'incontro Domenico fece conoscenza con padre Ignazio di San Paolo (1799-1864), un passionista inglese convertitosi dall'anglicanesimo ed altri cattolici inglesi influenti quali Ambrose Phillips.
Questo fu il primo passo di un lungo viaggio che portò infine il Beato Domenico in Inghilterra.
Egli ricoprì in Italia le cariche di rettore, consigliere provinciale dell'ordine e padre provinciale, assolvendo con grande capacità i relativi compiti.
Nel 1839 il Capitolo Generale dei Passionisti discusse la possibilità di fondare una casa dell'Ordine in Inghilterra. Nel 1840 fu decisa la creazione di una casa in Belgio ed il superiore di Domenico, memore della sua aspirazione all'apostolato in Inghilterra, nonostante l'età e la malferma salute di quest'ultimo, lo mise a capo della piccola comunità di religiosi (quattro in tutto) destinata al Belgio.

### In Belgio e in Inghilterra
La prima casa dei passionisti in Belgio fu instaurata ad Ere, vicino a Tournai, nel giugno del 1840.
Al suo arrivo in Belgio il vescovo locale fu talmente impressionato dall'aspetto dimesso di Domenico che lo sottopose ad un attento esame di teologia morale prima di consentirgli di amministrare il sacramento della confessione. La vita della piccola comunità in Belgio presentò nei primi mesi gravi problemi: uno dei confratelli cadde ammalato, la comunità viveva in assoluta povertà e Domenico conosceva solo poche parole della lingua francese. Tuttavia il suo spirito rivelò presto la sua energia, la comunità fiorì presto e persino Domenico godette presto di buona salute.
Nel mese di settembre Domenico ricevette una lettera dal vescovo Wisemann, capo della missione inglese, che lo invitava ad aprire una casa passionista ad Aston Hall. Domenico, con l'autorizzazione del Generale della Congregazione, visitò il luogo nel novembre del 1840 e, sebbene Ignazio Spencer lo avvertisse che la situazione in Inghilterra non fosse favorevole alla istituzione di una casa passionista locale, Domenico partì per l'Inghilterra una seconda volta in ottobre del 1841. Qui fu accolto con diffidenza e sospetto, non solo in quanto prete cattolico, ma per la strana foggia dell'abito dei passionisti.
Dopo vari mesi di attesa all'Oscott College Domenico finalmente ottenne il possesso di Aston Hall e nel febbraio del 1842, dopo venti anni di sforzi, egli portò i passionisti in Inghilterra, nello Staffordshire. L'accoglienza di Domenico e dei suoi passionisti non fu benevola. I cattolici locali temevano che i nuovi venuti avrebbero provocato rinnovate persecuzioni. Domenico fu anche ridicolizzato: i suoi tentativi di pregare in lingua inglese furono accolti da risate. Ma la comunità aumentò in numero e la gente di Aston man mano che conosceva Domenico ne era sempre più entusiasta ed egli incominciò a ricevere un costante flusso di conversioni.
Un centro fu anche allestito nelle vicinanze, a Stone, ove Domenico avrebbe detto Messa e predicato al popolo.
Domenico dovette anche affrontare forti opposizioni. Durante una delle sue visite al centro per la Messa, alcuni giovani del posto gli scagliarono contro pietre, ma due di loro, dopo averlo visto baciare ognuna delle pietre che lo avevano colpito ed essersele messe in tasca, decisero di convertirsi al cattolicesimo. Molti di questi attacchi portarono Domenico vicino alla morte. I ministri di culto protestante tenevano lezioni anticattoliche per tenere lontano Domenico ed i cattolici dalla popolazione. Wilson cita come una volta uno dei pastori protestanti avesse seguito Domenico lungo la via gridandogli argomenti contro la transustanziazione mentre Domenico taceva, ma non appena quello stava per andarsene Domenico ribatté: «Gesù Cristo disse sulla sostanza consacrata: Questo è il mio corpo, tu dici No, non è il suo corpo! A chi dunque devo credere? Io preferisco credere a Gesù Cristo»
Le conversioni aumentavano a Stone in tal misura che dovette essere costruita una nuova chiesa.
Fu comunque ad Aston che il 10 giugno del 1844 fu tenuta la prima processione del Corpus Domini nelle isole britanniche, un evento che richiamò migliaia di Cattolici ed anche di protestanti.
Domenico iniziò quindi a visitare altre parrocchie e comunità religiose per predicare e tali “missioni”, come lui le chiamava, lo fecero diventare sempre più famoso in Inghilterra. Queste missioni ebbero spesso luogo nelle città industriali dell'Inghilterra settentrionale quali Manchester, Liverpool e Birmingham.

### La conversione di Newman

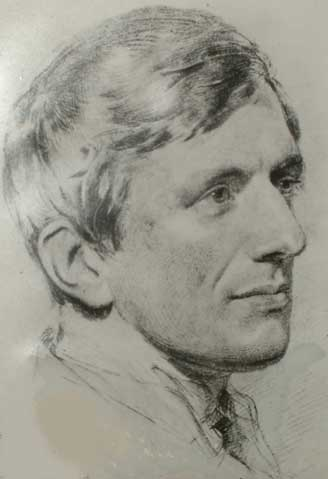
John Henry Newman, 1824

Sia in Italia che durante il periodo belga Domenico aveva mostrato molto interessato al Movimento di Oxford. Nel 1841 comparve su L'Univers una lettera di John Dobree Dalgains che spiegava la posizione dell'Alta Chiesa anglicana.
Domenico decise di rispondere a tale lettera che egli riteneva rispecchiasse il punto di vista dell'intera Università di Oxford. (Dalgairns era uno studente universitario quando scrisse la lettera). Nella sua risposta Domenico descrisse le sue grandi speranze nella conversione dell'Inghilterra e la sua convinzione che gli uomini di Oxford sarebbero stati uno strumento della medesima. La lettera, con l'aiuto di Ignazio Spencer, finì nelle mani di Dalgairns, che risiedeva con John Henry Newman a Littlemore.
Domenico respingeva la tesi anglicana che i 39 articoli potessero essere interpretati alla luce del cattolicesimo. Nel corso della loro frequente corrispondenza, Dalgairns e Domenico discussero la posizione cattolica e Dalgairns chiese copie della Regola dei Passionisti e dell'opera di Domenico, The Lament of England. Infine Dalgairns fu accolto nella Chiesa cattolica da Domenico ad Aston nel settembre del 1845.
Nell'ottobre del medesimo anno Domenico visitò Littlemore dove Newman fece la sua professione di fede a lui. Newman riferisce nella sua Apologia, come Domenico fosse arrivato inzuppato di pioggia e mentre si asciugava davanti al fuoco del camino, egli si fosse inginocchiato ed avesse richiesto a Domenico di essere accolto nella Chiesa Cattolica. Questo fatto è immortalato da una scultura nella Chiesa Cattolica del Beato Domenico della Madre di Dio a Littlemore.
Anche due colleghi di Newman a Littlemore furono accolti nella Chiesa Cattolica e Domenico celebrò la Messa per loro l'indomani mattina. Dopo di che Domenico e Newman seguirono ciascuno il proprio destino.

### Altre attività e il decesso

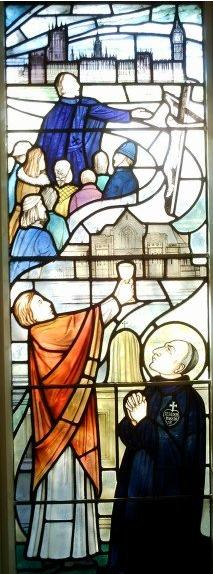
Finestra del Santuario del Beato Domenico

La comunità di Aston aveva raggiunto il numero di quindici religiosi, nel 1846 fu aperta una nuova casa a Woodchester nel Gloucestershire e nel 1848 i passionisti arrivarono a Londra.
Negli ultimi anni della sua vita Domenico si impegnò nelle trattative per la fondazione del Ritiro di Sant'Anna, a Sutton (St. Helens) ove è attualmente sepolto. Nel 1847 il suo amico da lunga data Ignazio Spencer fu accolto nella Congregazione della Passione di Gesù Cristo (Passionisti).
Durante questo periodo Domenico compì i suoi incarichi nella predicazione delle missioni e nella guida delle case passioniste belghe ed inglesi. Il numero delle conversioni in quel periodo fu altissimo.
Egli aveva un gioioso senso dell'umorismo, ben illustrato dal seguente episodio. Visitando un convento di suore ove venivano istruiti molti convertiti, fu informato che le suore erano preoccupate di dover insegnare a dei maschi. Egli disse loro in proposito: «Non abbiate paura Sorelle, voi siete troppo vecchie e troppo brutte». Le suore apprezzarono talmente lo humour di Domenico che riportarono l'episodio nei loro archivi.
Tutta questa attività minò la salute di padre Domenico e dal 1848 egli sosteneva che la sua corsa era alla fine. Egli aveva predicato in molti ritiri, sia da solo che con padre Ignazio, sia in Inghilterra che in Irlanda. Il 27 agosto 1849, a Pangbourne, mentre stava viaggiando da Londra a Woodchester, subì un attacco cardiaco. Portato alla locanda della ferrovia a Reading morì dopo aver ricevuto l'assoluzione.
Fu sepolto nella Chiesa di Sant'Anna a St Helens, nella contea di Merseyside, che è anche il sepolcro della Serva di Dio Elisabetta Prout e del Venerabile Ignazio di San Paolo.

## Beatificazione ed eredità
Domenico fu beatificato da papa Paolo VI nel 1963, durante il Concilio Vaticano II. Nella sua omelia per la beatificazione Paolo VI disse di lui: 
(Papa Paolo VI)
Domenico è noto per la parte avuta nella conversione di Newman, ma è pure ricordato per il suo indefesso lavoro nel tentativo di ricondurre al cattolicesimo il credo inglese.
La sua attività fu tale che il cardinale Francis Bourne disse di lui nel 1916:
(cardinale Francis Bourne)
In quei pochi anni in Inghilterra Domenico eresse tre chiese, numerose cappelle.

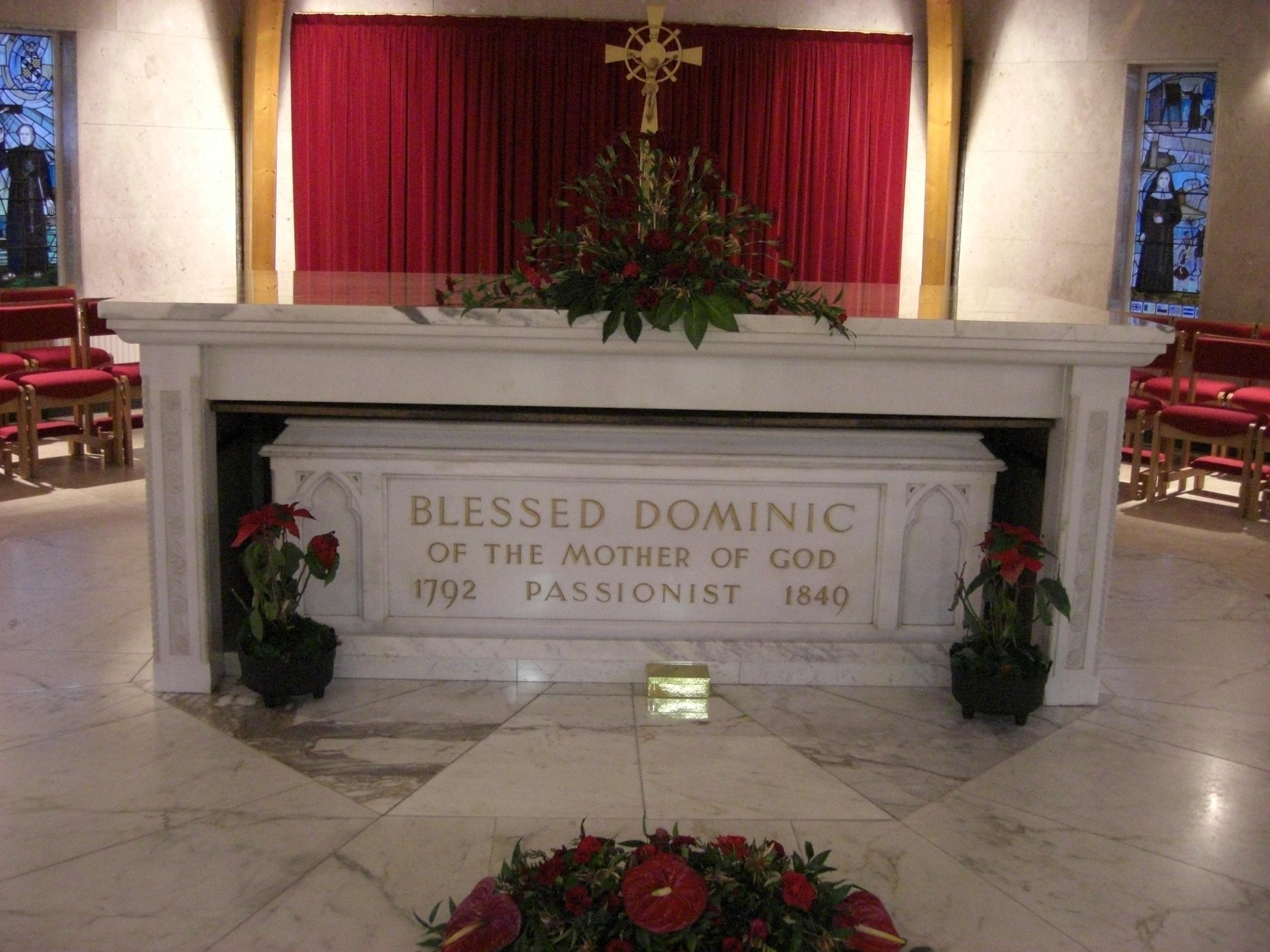
Il santuario del Beato Domenico della Madre di Dio

Domenico ora riposa accanto a Padre Ignazio Spencer ed Elisabetta Prout (che Domenico accolse nella Chiesa Cattolica e che fu la fondatrice delle Congregazione delle suore della Croce e della Passione) nel Santuario di Sant'Anna e Beato Domenico a St. Helens.

## Opere
Fra le opere di padre Domenico si annoverano corsi di teologia morale, un volume sulla Passione di Nostro Signore, un'opera per le suore sui Dolori della Beata Vergine, "Divina Paraninfa", una confutazione del Lamennais, tre serie di sermoni, varie opere di controversie e di ascetismo.